# I Want You Back (песня Jackson 5)
«I Want You Back» — песня американской группы Jackson 5. Была выпущена как сингл в 1969 году. В январе 1970 года достигла 1-го места в США.
В 1999 году сингл с этой песней в исполнении группы The Jackson 5 (1969 год) был принят в Зал славы премии «Грэмми».
А в 2004 году журнал Rolling Stone поместил песню «I Want You Back» в исполнении группы Jackson 5 на 163 место своего списка «500 величайших песен всех времён». В списке 2011 года песня находилась на 121-м месте.
А в 2014 году британский музыкальный журнал New Musical Express поместил песню «I Want You Back» в исполнении Jackson 5 на 163-е место уже своего списка «500 величайших песен всех времён».
Кроме того, песня «I Want You Back» в исполнении группы Jackson Five вместе с «ABC» входит в составленный Залом славы рок-н-ролла список 500 Songs That Shaped Rock and Roll.
В 2015 году американский Billboard поместил песню «I Want You Back» на 8-е место в своём списке Michael Jackson’s Top 50 Billboard Hits.
Также эта песня, в частности, вошла (опять же в оригинальном исполнении группы Jackson 5) в составленный журналом «Тайм» в 2011 году список All-TIME 100 Songs (список ста лучших песен с момента основания в 1923 году журнала «Тайм»).

## Исполнения на концертах
Майкл Джексон исполнял эту песню не только с братьями, но и на всех своих сольных турах: Bad World Tour (1987—1989); Dangerous World Tour (1992—1993); HIStory World Tour (1996—1997). Песня также прозвучала на двух концертах, посвящённых 30-летию на сцене Джексона в 2001 году. Планировалось, что песня будет исполняться на туре This Is It. Тур не состоялся по причине смерти певца.

## Чарты

### Недельные чарты
| Чарт (1970)                       | Наив. поз. |
| --------------------------------- | ---------- |
| Австралия (Kent Music Report)     | 77         |
| Великобритания (UK Singles Chart) | 2          |
| США (Billboard Hot 100)           | 1          |
| США (Cash Box)                    | 1          |

| Чарт (2009)                          | Наив. поз. |
| ------------------------------------ | ---------- |
| Австралия (Australian Singles Chart) | 53         |
| Франция (SNEP)                       | 26         |
| Ирландия (Irish Singles Chart)       | 34         |
| Швеция (Swedish Singles Chart)       | 47         |
| Великобритания (UK Singles Chart)    | 43         |

### Итоговые чарты за год
| Хит-парад (1970)                 | Позиция |
| -------------------------------- | ------- |
| Великобритания                   | 32      |
| Канада (RPM Year-End)            | 30      |
| США (Billboard Hot 100 Singles)  | 28      |
| США (Billboard Soul Singles)     | 19      |
| США (Cashbox Top 100 Chart Hits) | 31      |